# Procès de Chakhty

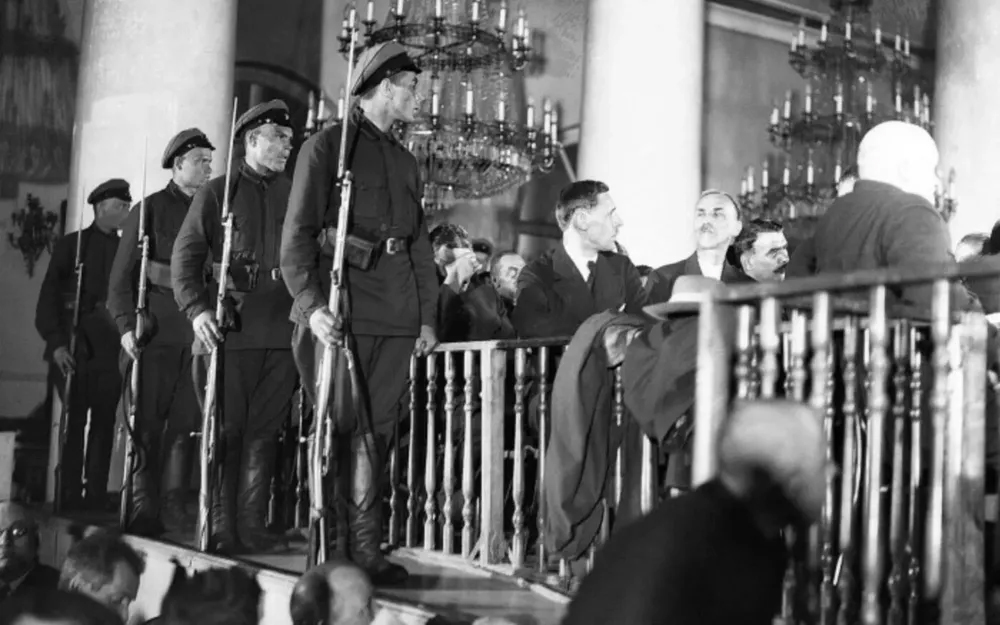
Procès de Shakhty

Le procès de Chakhty, tenu du 18 mai au 15 juillet 1928, fut le premier grand procès-spectacle truqué, en Union soviétique, depuis le procès des socialistes révolutionnaires, en 1922.
En 1928, la police arrêta un groupe d'ingénieurs dans la ville de Chakhty, près de Rostov-sur-le-Don, dans le sud de la Russie, les accusant de conspirer avec les anciens propriétaires des mines de charbon – vivant alors  à l'étranger – afin de saboter l'économie soviétique. Ce fut la première accusation de sabotage contre les « ennemis de classe » en Union soviétique. Cette accusation allait devenir la marque des Grandes Purges des années 1930. Le 10 mars 1928, à la suite de ces arrestations, la Pravda annonça que la bourgeoisie utilisait le sabotage comme méthode de lutte de classes. Joseph Staline affirma un mois plus tard que les arrestations de Chakhty montraient que l'intensification de la lutte de classes était la preuve que l'Union soviétique se rapprochait du socialisme.
Nikolaï Boukharine, Alexeï Rykov et Mikhaïl Tomsky s'opposaient alors à Staline au sein du Politburo. Staline dénonça l'objectif des capitalistes internationaux : 

« affaiblir notre pouvoir économique au moyen d'interventions économiques invisibles, pas toujours évidentes, mais assez graves, en organisant des sabotages, en planifiant toutes sortes de “crises” dans une branche d'industrie ou dans une autre, en facilitant ainsi la possibilité d'une future intervention militaire… Nous avons des ennemis internes. Nous avons des ennemis extérieurs. Nous ne devons pas l'oublier un instant. »

Le procès a eu lieu à la Maison des syndicats de Moscou. Le procès s'acheva par onze condamnations à mort, dont six furent commuées en raison de la « coopération des accusés », trente-quatre condamnations à des peines d’emprisonnement, trois condamnations avec sursis et quatre acquittements. Pour la première fois, lors de ce procès, le « sabotage » fut considéré en Union soviétique comme un crime, tel qu'il est défini dans l'article 58 du code pénal de la RSFSR. En application de cet article, les travailleurs dont la production ne correspondait pas à l'attente des autorités pouvaient être soupçonnés d'avoir conspiré avec des capitalistes étrangers en vue de saboter l'économie soviétique et être ensuite sommairement jugés et envoyés en prison ou parfois exécutés.
Selon Boukharine, "c’est [Staline] qui a proposé que personne ne soit fusillé dans l’affaire Shakty (nous avons voté contre)".

## Référence
- (en) Cet article est partiellement ou en totalité issu de l’article de Wikipédia en anglais intitulé « Shakhty Trial » (voir la liste des auteurs).
- N. Krylenko, La Lutte de classe par le Sabotage. Bureau d'Editions, 1930.